# 1996 XC1
1996 XC1 är en asteroid i huvudbältet som upptäcktes den 2 december 1996 av den japanska astronomen Takao Kobayashi vid Ōizumi-observatoriet.